# Владислав Мисяк
Владислав Мисяк е български професионален футболист, полузащитник, крило, младежки национал на България, който към януари 2021 година е състезател на ФК Янтра (Габрово).

## Кратка спортна биография
Мисяк е роден на 15 юли 1995 година в Кюстендил.
Юноша е на Левски, като за 26-кратния шампион на България има 20 мача с 2 гола във всички турнири. В елита на България играе и за отборите на ПФК Локомотив (София), ПФК Нефтохимик (Бургас), ФК Арда (Кърджали), ПФК Монтана (Монтана) и ФК Янтра (Габрово).
Играл е в юношеските национални гарнитури на България U17 и U19, има и два мача за младежкия национален отбор.